# Acebuchales de la Campiña Sur de Cádiz
Acebuchales de la Campiña Sur de Cádiz es un espacio natural protegido que ocupa varios municipios interiores de la provincia de Cádiz (España). Fue declarado Lugar de Importancia Comunitaria (LIC) en 2006. Posteriormente, se declaró Zona Especial de Conservación (ZEC) en 2015, incorporándose así a la Red Natura 2000 y a la Red de Espacios Naturales Protegidos de Andalucía (RENPA).

## Ubicación
El LIC ocupa una serie de cerros adehesados y otros de carácter eminentemente forestal, discurriendo en dirección NE-SO principalmente por la comarca de La Janda, atravesando los municipios de Alcalá de los Gazules, Medina Sidonia, Chiclana de la Frontera, Conil de la Frontera, Vejer de la Frontera y una pequeña parte de Barbate.
Refleja la transición entre el ámbito serrano de la Sierra de Cádiz y el litoral atlántico de la costa de la Luz, en un entorno de alto valor ecológico, lindando al Noreste con el parque natural de los Alcornocales, al sur con el parque natural de la Breña y Marismas del Barbate y al Sureste con la laguna de La Janda.

## Riesgos y amenazas
El LIC está sometido a un conjunto numeroso de factores humanos que, en un principio, han determinado la irregular fisionomía de su perímetro y que, por otra parte, suponen una serie de riesgos y amenazas para la adecuada conservación de su valor natural.
Riesgos naturales inducidos
El riesgo de incendios forestales, el sobrepastoreo, la falta de manejo forestal de los pastizales y la eliminación de líneas de vegetación asociadas a la matriz agrícola representan serios factores de riesgo para la conservación de la integridad ecológica del espacio. A ello hay que añadir la sobreexplotación de aguas subterráneas, pérdida y/o simplificación de la vegetación riparia, procesos de erosión y colmatación, que suponen asimismo una amenaza para la conectividad ecológica.
Presión urbanística
En las inmediaciones del LIC hay numerosos diseminados de viviendas en proliferación, como los que existen en las zonas conocidas como La Muela, Santa Lucía, Naveros o El Soto, estando algunos de ellos fuera de la legalidad urbanística.
Las mayores presiones se concentran en Montenmedio, entre Vejer de la Frontera y Barbate, donde se ubica un pujante campo de golf y circuito hípico, que ha sido calificado como Área de Oportunidad de Dinamización Turística por el Plan de Ordenación del Territorio de La Janda. Ocupa un territorio a priori excluido del ámbito del LIC, pero sus presiones de crecimiento son un factor de riesgo reconocido en la ordenación del espacio protegido.
Infraestructuras
Otro factor de alteración y pérdida de hábitats lo constituyen las numerosas infraestructuras viarias, tendidos eléctricos y estaciones eólicas, que han fragmentado el territorio protegido.